# Adile
Adile ist ein weiblicher Vorname.

## Herkunft und Bedeutung
Der Name Adile kommt aus dem Türkischen und ist die weibliche Form zum Namen Adil.

## Namensträgerinnen
- Adile Naşit (bürgerlicher Name: Adile Keskiner, 1930–1987),  türkische Komödiantin